# Recopa Sudamericana 1992
Třetí ročník Recopa Sudamericana byl odehrán dne 19. dubna 1992. Ve vzájemném zápase se střetli vítěz Poháru osvoboditelů v ročníku 1991 – Colo-Colo a vítěz Supercopa Sudamericana v ročníku 1991 – Cruzeiro Esporte Clube.

## Zápas
| 19. dubna 1992 |       |          |                                                                  |
| Colo-Colo      | 0 : 0 | Cruzeiro | Universiade Memorial Stadium, Kóbe rozhodčí: Juan Escobar Valdez |
|                |       |          | Universiade Memorial Stadium, Kóbe rozhodčí: Juan Escobar Valdez |

|                                         |       | Penaltový rozstřel                            |  |
| Borghi Adomaitis Margas Vilches Pizarro | 5 : 4 | Nonato Boiadeiro Charles Paulo Roberto Paulão |  |

| Colo-Colo | Cruzeiro |

## Vítěz
| Recopa Sudamericana 1992 Colo-Colo (1. vítězství) |